# Pascal Schumacher

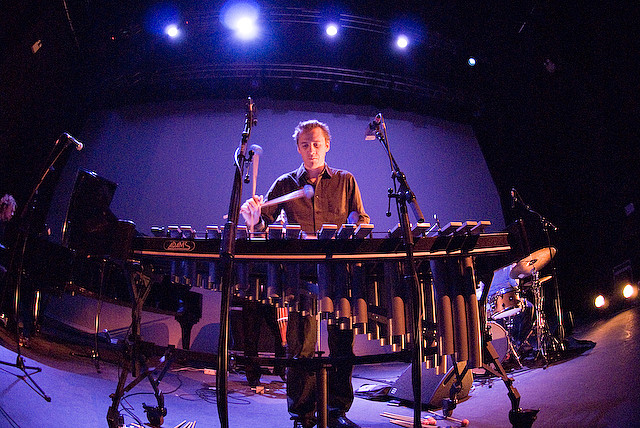
Pascal Schumacher (Dublin, 2008)

Pascal Schumacher (* 12. März 1979 in Luxemburg (Stadt)) ist ein luxemburgischer Jazz-Vibraphonist, -Komponist und -Bandleader.

## Leben und Wirken
Schumacher studierte zunächst am Konservatorium der Stadt Luxemburg Percussion, später spezialisierte er sich am Conservatoire National de Région de Strasbourg auf Mallet Percussion (Vibraphon, Marimbaphon…) in der Klasse von Emmanuel Séjourné. Mit dem „Diplôme de Spécialisation Claviers“ schloss er diese Ausbildungsphase 2000 ab. Am Conservatoire Royal de Bruxelles und am Koninklijk Conservatorium Den Haag studierte er dann Jazz-Vibraphon. Parallel machte er den Master in Musikologie an der Université Marc Bloch in Straßburg. Er nahm u. a. Unterricht bei Gary Burton, David Friedman, Franck Tortiller, Wolfgang Lackerschmid, Bart Quartier und Jean Geoffroy.
Seit 1997 spielte Pascal Schumacher in verschiedenen Combos wie Gasz3 und Chroma. 2003 gründete er das Pascal Schumacher Quartet (Schreibweise auch 4tet), das zunächst mit Jef Neve am Klavier, Christophe Devisscher am Kontrabass und Teun Verbruggen am Schlagzeug besetzt war; später wechselten am Piano Franz von Chossy und am Schlagwerk Jens Düppe ein. Außerdem spielte er mit Bruno Castellucci, Francesco Tristano, Kenny Barron, Marc Demuth, Rabih Abou-Khalil, Maxime Delpierre, Loren Stillman, Greg Lamy, Nathalie Loriers, Michael Wollny, Oliver Strauch, Florian Weber, Tineke Postma, Magic Malik, Erwin Vann, Henning Sieverts, Arash Safaian und Justin Faulkner.
Mit Jef Neve hat Schumacher seit 2004 ein Duo-Projekt Face to Face, das an Grenzüberschreitungen zwischen Claude Debussy, Steve Reich und Thelonious Monk arbeitet. Auch in der luxemburgischen Philharmonie ist Schumacher als Komponist und Musiker stetig präsent. Seit 2001 ist Pascal Schumacher auch als Dozent für Schlagwerk am Konservatorium der Stadt Luxemburg tätig. Von Oktober 2010 bis 2014 unterrichtete er Jazzvibraphon an der Hochschule für Musik in Saarbrücken.
Er lebt in Luxemburg.

## Preise und Auszeichnungen
Schumacher erhielt 1999 den Prix Norbert Stelmes der „Jeunesses Musicales Luxembourg“. Im August 2004 holte er mit seinem Quartett den Ersten Preis und den Publikumspreis des renommierten europäischen Jazzwettbewerbs Tremplin Jazz d'Avignon. Im November 2005 erhielt das Quartett den belgischen Jazzpreis Django d’Or in der Kategorie „Neue Talente“. 2012 wurde er anlässlich des Albums Bang My Can mit dem ECHO Jazz als „Instrumentalist des Jahres“ ausgezeichnet. 2013 folgte der  JTI Trier Jazz Award.

## Diskografische Hinweise

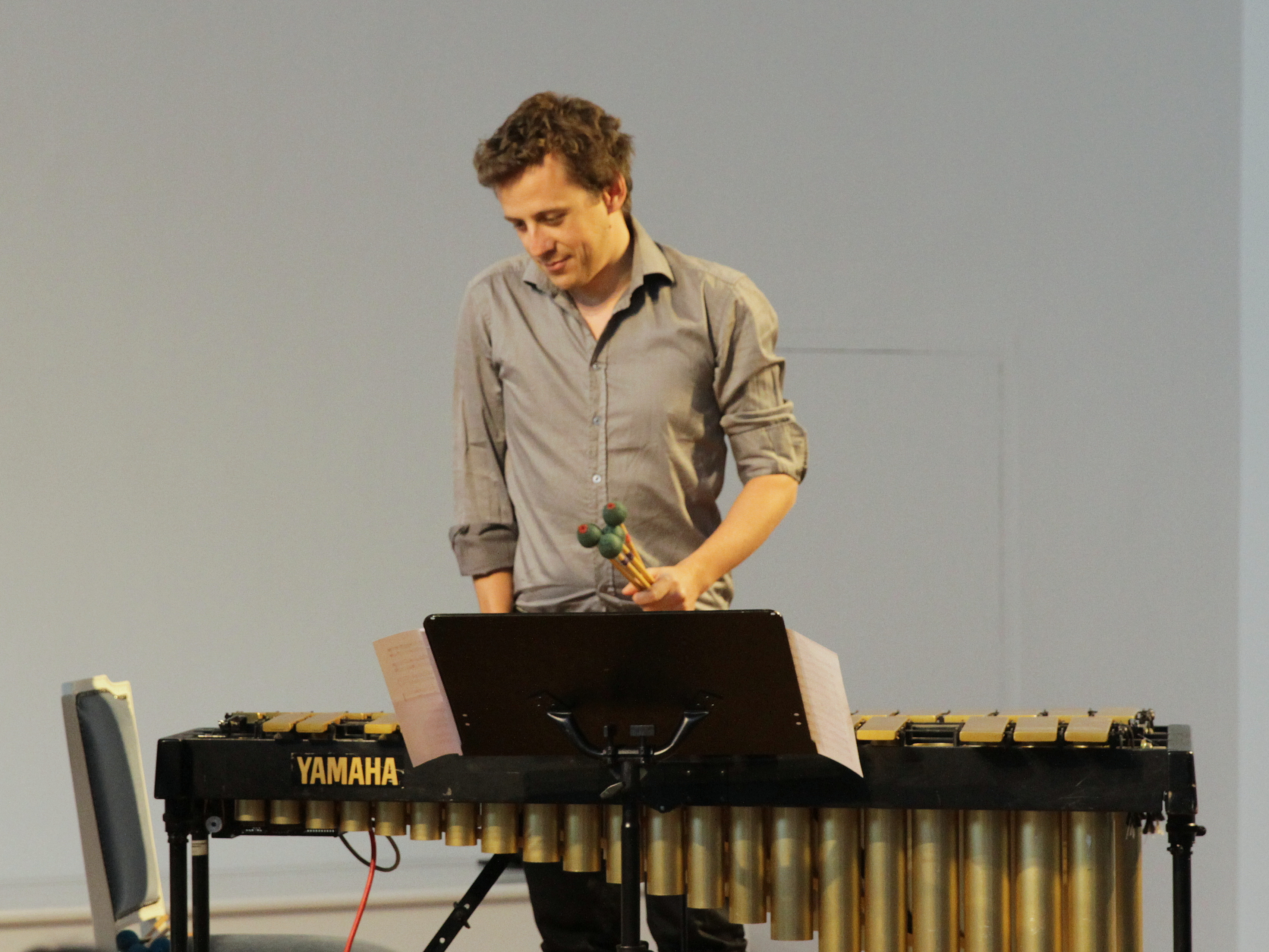
Pascal Schumacher beim Tonspuren Irsee 2014

- Change of the Moon (Igloo Records, 2004)
- Personal Legend (Igloo Records, 2006)
- Silbergrau (Igloo Records, 2007)
- Here We Gong (Enja Records, 2009)
- Face to Face mit Jef Neve (Enja Records, 2010)
- Bang My Can (Enja Records, 2012)
- KhaliféSchumacherTristano: Afrodiziak (MPS, 2015, mit Bachar Mar-Khalifé und Francesco Tristano)
- Left Tokyo Right (Laborie Jazz, 2015, mit Verneri Pohjola, Magic Malik, Sylvain Rifflet, Franz von Chossy, Aliénor Mancip, Pol Belardi, Jens Düppe)
- Drops & Points (Modulating Music, 2017, mit Maxime Delpierre und Streichquartett)
- Drops & Points Reworks - (Modulating Music, 2018, mit Stimming, Ryvage, Kaito und Paul Frick)
- SOL (Neue Meister, Edel, 2020)
- SOL - The Mudam Session (Neue Meister, Edel, 2020)
- Haven - Kristin Berardi, Sean Foran und Rafael Karlen: (Earshift Music, 2020)
- Re: SOL  (Neue Meister, Edel, 2021 mit Remixen/Reworks von Fejkà, Midori Hirano, Viktor Orri Arnason und Malakoff Kowalski)
- Luna (Neue Meister, Edel, 2022, mit dem Streicherensemble Echo Collective)[6]
- CTRL Variations (Neue Meister, Edel 2023 mit dem Ensemble United Instruments of Lucilin)
- GLASS ONE (Neue Meister, Edel 2024)
- GLASS TWO (Neue Meister, Edel 2024 mit Danae Dörken)